# Alexandra Haas Paciuc
Alexandra Haas Paciuc (Ciudad de México, 22 de julio de 1977) es una jurista, asesora política y funcionaria mexicana. Se desempeñó como presidenta del Consejo Nacional para Prevenir la Discriminación de 2015 a 2019 durante las presidencias de Enrique Peña Nieto y Andrés Manuel López Obrador.
Es miembro de la Red Internacional de Derechos Humanos y del Consejo Mexicano de Asuntos Internacionales.

## Estudios
Es licenciada en Derecho con mención honorífica por la Universidad Iberoamericana, obtuvo el grado de maestría, también en Derecho, en la Universidad de Nueva York. En la Academia de Derecho Internacional de La Haya tomó el curso de Derecho Internacional Público y en la Universidad de Palermo el Seminario sobre Construcción de Autoridad Legítima. 

## Trayectoria
Perteneció al grupo jurídico de la Organización Centro para la Acción Legal en Derechos Humanos CALDH en Guatemala en el 2002. Participó en la elaboración e implementación del primer Programa Nacional de Derechos Humanos del Gobierno de México 2004-2007 cuando fue consultora del Alto Comisionado de las Naciones Unidas para los Derechos Humanos (OACDH).
En la Comisión de Derechos Humanos del Distrito Federal coordinó la estrategia de No Discriminación del 2007 al 2008, articulando iniciativas relacionadas con grupos en situación de vulnerabilidad, entre ellas la elaboración del Informe sobre los Derechos de las Personas con Discapacidad. Del 2008 al 2011 encabezó la Oficina de ProMéxico en el Reino Unido, Sudáfrica y Portugal.
Entre 2011 y 2013 fue asesora del Conapred en temas de promoción y cambio cultural así como investigadora del equipo que elaboró el Reporte sobre la Discriminación en México 2012.
Encabezó el área de Asuntos Políticos de la Embajada de México en Washington, Estados Unidos, donde trabajó por acercar los temas de la diversidad sexual a la red consular. 
El 17 de noviembre de 2015, es designada presidenta del CONAPRED para el periodo 2015 - 2019.
Participa como jurado del premio 11 por la diversidad que creó la FIFA en 2016 para reconocer los esfuerzos alrededor de mundo para erradicar la discriminación en el deporte.
En 2018, fue nombrada secretaria técnica de la Red Iberoamericana de Organismos y Organizaciones contra la Discriminación (RIOOD), red de cooperación e intercambio regional de buenas prácticas que se creó en 2007 por iniciativa del CONAPRED.

## Publicaciones
- 2018. Le decían el chino. Educal
- 2005. Trabajadores migrantes indocumentados: Condición migratoria y derechos humanos. Breviarios Jurídicos. Editorial Porrúa.